# Lushnjë
Lushnjë é uma cidade e município (em albanês:  bashkia) da Albânia. É a capital do distrito de Lushnjë na prefeitura de Fier.